# Lucernarium
Het lucernarium is binnen het katholicisme een lichtceremonie in het morgengebed of het avondgebed (vespers).
Na de openingstekst van het morgenlied zingt men een lichthymne, bijvoorbeeld Phoos hilarón.
Het ontsteken van de paaskaars is uit de traditie van het lucernarium voorgekomen. Het christelijk gebed wordt geboren, gevoed en ontwikkeld vanuit het geloofsgeheim bij uitstek dat Christus’ paasmysterie is. Zo wordt in de morgen en in de avond, bij zonsopgang en zonsondergang, het Pasen van de Heer herdacht: zijn overgang van de dood naar het leven. Het symbool van Christus als ‘het licht der wereld’ kan worden gezien in het licht dat bij de vespers ontstoken wordt, en dat dan ook het lucernarium wordt genoemd. 